# Witold Wolibner
Witold Wolibner (ur. 24 września 1902 w Piotrowie (powiat płocki)  – zm. 9 stycznia 1961 we Wrocławiu) – polski matematyk, kierownik Katedry Mechaniki Teoretycznej Wydziału Matematyki, Fizyki i Chemii Uniwersytetu Wrocławskiego, członek Polskiego Towarzystwa Matematycznego.
Specjalizował się w szeroko pojętej analizie matematycznej. Zajmował się także topologią mnogościową, teorią wyznaczników, teorią funkcji analitycznych, a także mechaniką płynów.

## Życiorys
W 1921 ukończył gimnazjum filologiczne im. Władysława Jagiełły w Płocku i podjął studia matematyczne na Uniwersytecie Warszawskim. Doktoryzował się w 1930 na podstawie pracy Przyczynek do teorii funkcji analitycznych (na UW). Od 1927 pracował w Instytucie Aerodynamiki Politechniki Warszawskiej, od 1935 równocześnie jako starszy asystent w Katedrze Matematyki PW.
W czasie obrony Warszawy walczył w II Ochotniczym Batalionie Obrony Warszawy. Od 1941 przebywał na kielecczyźnie, w latach 1944-1947 był nauczycielem w gimnazjum w Staszowie. W 1947 został kierownikiem Katedry Mechaniki Teoretycznej na Uniwersytecie i Politechnice Wrocławskiej, w 1954 został mianowany profesorem nadzwyczajnym.
W 1955 otrzymał Nagrodę im. Stefana Banacha.
Materiały archiwalne Witolda Wolibnera znajdują się w PAN Archiwum w Warszawie pod sygnaturą III-119.